# جيم آدامز (مدير فني)
جيم آدامز (بالإنجليزية: Jim Adams)‏ هو مدير فني أمريكي، ولد في 10 أبريل 1928.